# Rygar (computerspel)
Rygar (Japans: アルゴスの戦士) is een computerspel dat werd ontwikkeld door Tecmo en werd uitgegeven door U.S. Gold. Het spel werd in 1986 uitgegeven als arcadespel. Hierna volgende ook versies voor andere populaire homecomputers van de jaren tachtig zoals de Amstrad CPC, Commodore 64 en de ZX Spectrum.

## Platforms
| Jaar | Platform                                            |
| ---- | --------------------------------------------------- |
| 1987 | Amstrad CPC, Arcade, Commodore 64, NES, ZX Spectrum |
| 1988 | SEGA Master System                                  |
| 1990 | Lynx                                                |
| 1994 | Sharp X68000                                        |
| 2002 | Playstation 2                                       |
| 2009 | Wii Virtual Console                                 |
| 2012 | Playstation 3                                       |

## Ontvangst
| Beoordeeld door                | Platform            | Datum             | Score |
| ------------------------------ | ------------------- | ----------------- | ----- |
| The Video Game Critic          | Lynx                | 10 april 2013     | 100%  |
| Interface                      | Lynx                | 1991              | 90%   |
| neXGam                         | Lynx                | 2001              | 66%   |
| Datormagazin                   | Commodore 64        | februari 1988     | 66%   |
| Nintendo Life                  | Wii Virtual Console | 13 september 2009 | 60%   |
| Power Play                     | Lynx                | maart 1991        | 56%   |
| Commodore Force                | Commodore 64        | augustus 1993     | 50%   |
| Computer and Video Games (CVG) | Lynx                | maart 1991        | 46%   |
| Power Play                     | Commodore 64        | februari 1988     | 45%   |
| Defunct Games                  | Lynx                | 24 oktober 2004   | 40%   |